# Інцидент Муша
Інцидент Муша (кит. та япон.: 霧社事件; піньїнь: Wùshè Shìjiàn; Wade–Giles: Wu-she Shih-chien; rōmaji: Musha Jiken; Pe̍h-ōe-jī: Bū-siā Sū-kiāⁿ), також відоме як Повстання Уше та кілька інших подібних назв, почалося в жовтні 1930 року і було останнім великим повстанням проти колоніальних сил Японії на японському Тайвані. У відповідь на тривале гноблення японської влади група корінного населення сідік у Муші (вуше) напала на село, убивши понад 130 японців. У відповідь японці розпочали невпинну контратаку, у відповідь убивши понад 600 сідіків. Те, як японська влада впоралася з інцидентом,  різко критикували, що призвело до багатьох змін у політиці щодо аборигенів.

## Передумови
Попередній збройний спротив японській імперській владі був суворий, як видно з відповідей на попередні повстання, такі як інцидент у Тапані, який призвів до серії атак повстанців і суворої помсти Японії. Проте до 1930-х років збройний опір був значною мірою замінений організованими політичними та соціальними рухами серед молодшого покоління Тайваню. Пряму участь поліції в місцевій адміністрації було послаблено, багато суворих покарань було скасовано, а в колоніальному Тайвані деякі елементи самоврядування, хоч і сумнівної ефективності, були введені.
Однак для контролю над корінними народами Тайваню був використаний інший підхід. Корінні народи острова Формоза все ще seiban (яп. 生蕃, "raw barbarians" or "wild tribespeople") і розглядалися як дикуни, а не як рівноправні піддані. Племена були «приручені» через асиміляцію, процес роззброєння традиційних мисливських племен і змушення їх переселятися на рівнини та вести аграрне існування. Подальший опір потім долався військовими кампаніями, ізоляцією та стримуванням. Для того, щоб отримати доступ до природних ресурсів у гірських і лісистих районах, контрольованих корінним населенням, генерал-губернатор Сакума Самата прийняв більш агресивну політику рельєфу, намагаючись заспокоїти або викорінити групи аборигенів у районах, запланованих для вирубки протягом п'яти років; до 1915 року ця політика була в основному успішною, хоча опір все ще існував у віддалених районах.

### Проксимальні причини
Японська влада вважала плем'я сідіків, що проживає поблизу Муші, одним із найуспішніших прикладів такого підходу до «приборкання», а вождь Моуна Рудао був одним із 43 лідерів корінних народів, обраних для туру Японією кількома роками раніше. Проте обурення все ще залишалося, головним чином через неналежну поведінку поліції, постійну практику примусової праці та відсутність поваги до вірувань і звичаїв корінного населення.
За кілька днів до інциденту вождь Мона Рудао влаштував традиційний весільний бенкет для свого сина Дахо Мона, під час якого забивали тварин, готували й пили вино. Офіцер японської поліції на ім'я Кацухіко Йосімура патрулював цей район, і Дахо Мона запропонував йому чашку вина як символічний жест. Офіцер відмовився, сказавши, що руки Дахо Мони були забруднені кров'ю вбитих тварин. Дахо Мона спробував схопити офіцера, наполягаючи на тому, щоб він брав участь, і той вдарив його палицею. Почалася бійка, поліцейський отримав поранення. Начальник Мона Рудао спробувала вибачитися, подарувавши пляшку вина в будинку офіцера, але отримала відмову. Обурення, що кипіло серед сідіків у Муші, нарешті було доведено до межі.

## Інцидент

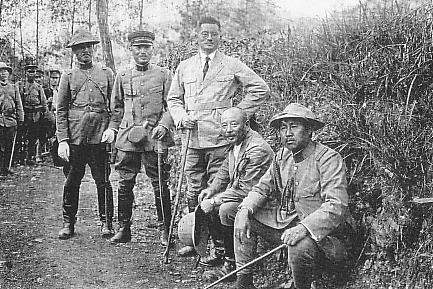
Командир і штаб карального загону Муші.

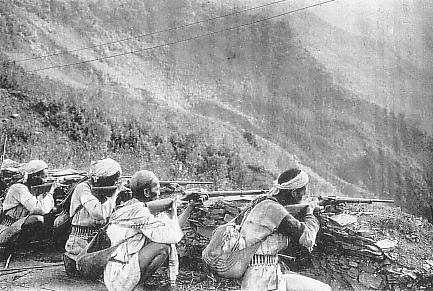
Міката-Бан, сила прояпонських аборигенів.

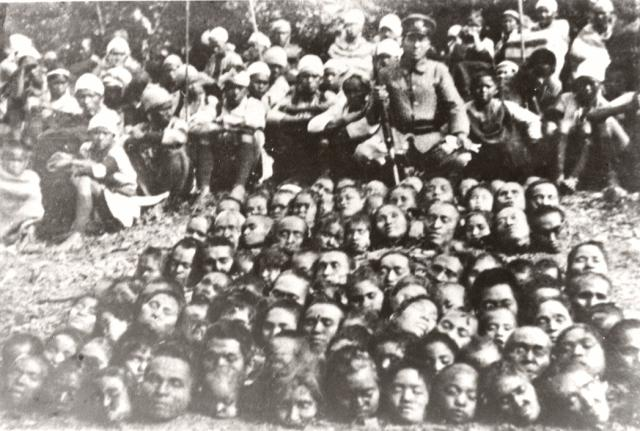
Відрубаніголови сідіків під час другого інциденту в Муші

27 жовтня 1930 року сотні японців зібралися в Муші на змагання з легкої атлетики в початковій школі. Незадовго до світанку Мона Рудао очолилив понад 300 воїнів сідіків в рейд на стратегічні поліцейські підрозділи, щоб захопити зброю та боєприпаси. Потім вони перейшли до початкової школи, зосередивши свою атаку на присутніх японцях. Загалом під час нападу загинули 134 японці, у тому числі жінки та діти. Також було помилково вбито двох тайванських ханьців, одягнених у японський одяг, одна з яких була дівчиною в японському кімоно. Більшість жертв були обезголовлені. Аборигени прагнули вбити лише японців.

## Наслідки
Японська влада відповіла безпрецедентно жорсткими військовими діями. Було припинено пресу, і генерал-губернатор Ісідзука Ейзо наказав розпочати в Муші контрнаступ двома тисячами солдатів, що змусило сідіків відступити в гори та здійснювати партизанські атаки вночі. Не маючи змоги викорінити сідіків, незважаючи на їхню чисельну та вогневу міць, японці зіткнулися з політичною потребою у швидшому розв'язанні. Отже, авіаційний корпус японської армії на Тайвані наказав бомбардувати Мушу, щоб викурити повстанців, скинувши бомби з іпритом у порушення Женевського протоколу, що нібито було першим подібним використанням хімічної зброї в Азії. Повстання було швидко придушено, а будь-який опір, що залишився, було придушено до третього тижня грудня 1930 року; 28 листопада Мона Рудао покінчив життя самогубством, але повстання продовжилося під керівництвом інших лідерів. З 1200 сідіків, які безпосередньо брали участь у повстанні, 644 загинули, 290 з яких покінчили життя самогубством, щоб уникнути ганьби. 
Через внутрішню та зовнішню критику їхнього поводження з інцидентом в січні 1931 року Ісідзука та Хітомі Дзіро, його головний цивільний адміністратор, були змушені піти у відставку. Однак Ота Масахіро, який прийшов на зміну Ісідзуці, також застосував жорсткий підхід до контролю над корінним населенням Тайваню: деякі племена були роззброєні та залишені без захисту, що дало можливість їхнім ворогам-аборигенам знищити їх від імені японської адміністрації. Близько 500 сідіків, залучених до інциденту в Муші, здалися і згодом були ув'язнені в селі поблизу Муші. Однак 25 квітня 1931 року групи корінного населення, які співпрацювали з японською владою, напали на село, обезголовивши всіх чоловіків старше 15 років, які залишилися. Це відоме як «Другий інцидент Муші». 
Проте повстання таки вплинуло на зміну ставлення та підходів влади до аборигенів Тайваню. Муша вважалася найбільш «освіченою і поступливою» територією аборигенів, і нездатність колоніальної влади запобігти різанині спровокувала страх перед подібними націоналістичними рухами, починаючи з Тайваню, Кореї та самої Японії. Була явно потрібна зміна політики. Чінг припускає, що ідеологія імперіалізації (kominka皇民化) стала домінуючою формою колоніального контролю; аборигени стали представлені як піддані імперії нарівні з іншими етнічними групами на Тайвані, і їх статус було підвищено з «сирих дикунів» до takasagozoku (яп. 高砂族, "tribal peoples of Taiwan"). Крім того, була посилена японізації освіти, сприяючи японській культурі та лояльності до імператора серед молодого покоління. 
Під час інциденту Муша сідіки під керівництвом Мони Рудао повстали проти японців, а тароко і тода — ні. Суперництво сідіків проти тода і тароко загострилося внаслідок інциденту Муша, оскільки японці довго протиставляли їх один одному. Після інциденту японці передали землю сідіків тароко і тода. 

## У масмедіа
Інцидент з Муша був тричі зображений у фільмах, у 1957 році у фільмі Цин Шань бі сюе (青山碧血), у телесеріалі 2003 року «Дана сакура», у тайванському фільмі 2011 року Сідік Бейл.
Китайський роман «Залишки життя» (спочатку опублікований китайською мовою в 1999 році, опублікований в англійському перекладі в 2017 році) є белетризованою розповіддю про наслідки цього інциденту.

## Подальше читання
- Han Cheung (23 жовтня 2016). Taiwan in Time: The long road to retaliation. Taipei Times.
- Han Cheung (25 жовтня 2020). Taiwan in Time: Confusion and tears' of an ill-fated clan. Taipei Times.
- Han Cheung (30 жовтня 2016). Taiwan in Time: Fighting for the oppressor. Taipei Times.